# エレン・ファン・デル・プルーフ
エレン・ファン・デル・プルーフ（エリー・コリー・ファン・デル・プルーフ、Ellen / Elly Corry van der Ploeg、1923年1月14日 - 2013年2月6日）は、第二次世界大戦中の1944年に起きたスマラン慰安所事件で、日本軍により強姦され、売春を強要されたオランダ人（ユーラシアン）女性被害者の1人。1990年代初めに被害体験を公表し、1994年にはオランダ人元捕虜・民間抑留者損害賠償請求訴訟の原告団に参加した。

## 来歴
1923年1月14日、オランダ・ハーグ生まれ。3人姉弟の長女で、妹と弟はスラバヤ生まれ。父フリッツはオランダ人、母ヒルダはインドネシア人で、2人は東ジャワのジェンバーでそれぞれ雑貨屋を営んでいた。
13歳のとき、スマランの高等市民学校に入学。
1942年の初め、学校を卒業してスラバヤで就職したが、太平洋戦争が始まっため、辞職してジェンバーに戻り、父母・妹弟と一緒に暮らしていた。1942年3月に日本軍がジャワ島を占領すると、父フリッツは予備役の軍人だったため間もなく捕虜となり、同月、子供たちが抑留されることになると聞いた母ヘルダは、自身は抑留対象ではなかったが志願して子供たちと抑留所に入った。2週間ほどしてから、スマランのハルマヘイラ抑留所に移された。

## ファン・デル・プルーフとスマラン慰安所事件

### 連行
1944年2月、21歳のとき、数人の日本人が抑留所にやってきて、15-35歳の女性30-40人を集め、彼らの前を歩かせた。2日目も15,16歳の女性を除いて同じように歩かされ、3日目に歩かされたときに、日本人は15人の女性を次々に指名し、指名した女性に、自分の荷物をまとめてバスに乗るよう命令した。
「秘書・事務員・看護婦・保母になるのだ」とか、「マックジラブリィのタバコ工場で働くことになる」と聞かされ、「抑留所の暮らしより悪くなることはないだろう」と抑留所から出られることを喜んでいたが、これらは嘘だった。

### 慰安所
15人はバスでスマランに連行され、他の地域から連れてこられた女性も合わせて総勢60名くらいになった。この女性たちが、10-15人に分けて4軒の慰安所に入れられた。自分が入れられた慰安所の名前は思い出せない。慰安所はオランダ人の家を接収して改造した平屋の建物で、母屋には業者が切符を売る場所が作られ、居間・応接間・食堂・浴室といくつかの寝室があり、裏に召使いが使っていた6つの部屋と1つの浴室があった。ファン・デル・プルーフは裏の部屋に入れられた。
そこにいた日本人の女性から「日本の軍人に快楽を与えなさい」と言われ、そのとき初めて自分たちを連れて来た目的を知った。しかしまだ子供だったので、それからどうなるのか分からなかった。

### 強姦と監禁
1944年2月26日に慰安所が開業した。初めて軍人がやってきた日に軍人は自分に「お前たちは性の奴隷になるのだ」ということを伝えようとしたが、英語がひどくて理解できなかった。軍人が襲いかかって来たので、恐怖で大騒ぎになり、叫び声を上げて抵抗したが、無駄だった。最初の夜に女性たちが猛烈に抵抗したので、「働らかなければ食事を与えない」という規則が作られ、命令に従うよりなかった。
いつも見つからなければ逃げ出そうと考えていたが、できなかった。慰安所の建物の周囲には竹垣が作られ、軍刀を下げた2人の歩哨がいた。よく「逃げたら憲兵隊に捕まるぞ」、「逃げたら抑留所にいる家族がどうなるか分からないぞ」と脅された。友人が実際に逃げようとしたが、捕まって連れ戻された。ヨーロッパ系の女性は顔立ちや髪の色からすぐに見分けがついてしまい、またインドネシア人はヨーロッパ人を匿うと日本軍に罰せられるので、匿ってくれなかった。

### 売春の強要
やってきた日本人は受付の窓口で日本人の「パパさん」から切符を買って中に入り、飾ってある写真を見て好きな女性を選んでいた。部屋に入って来た日本人は女性に切符を見せた。慰安婦は切符を受け取ることはなかったし、お金をもらったことも一度もない。
クラブは朝8時から翌朝6時まで開いていて、1時間切符、2時間切符、夜通しの切符とあり、普段は1日平均2,3人の軍人がやってきた。
軍人や軍属の相手をさせられた後は、浴室でシャワーを浴びて体を洗い、イリゲーターに入っている赤い水（過マンガン酸カリウム水溶液）で性病にならないように洗浄していた。性交するのが嫌だったのでできるだけ長く浴室に居ようとした。性病検査は週1回あった。1,2ヵ月して、性病検査を受けたときに、自覚症状はなかったが、淋病に感染していることがわかった。飲み薬をもらっただけで休めなかった。部屋の壁には「コンドームを使え」と日本語で書いて貼ってあったが、軍人たちは守っていなかった。食糧不足で月経が止まってしまっていたため、妊娠は恐れていなかった。
日曜日は「兵隊の日」とされていて、兵隊に外出が許される日だった。日曜日にはスマランの別の場所にある大きな建物に連れて行かれ、大勢やって来る、階級の低い兵士の相手をさせられたため、日曜日を恐れていた。

### 解放
そうした生活が3ヵ月続いた後、1944年5月下旬に、日本人の調査官の命令で慰安所は閉鎖され、ハルマヘラに戻された。解放されるときは「今日から自由だ」と言われただけだった。その後、日本の占領軍は、娘が慰安所で働かされていた家族を、当初コタ・パリス (ボゴール)収容所、のちクラマット収容所に集めて抑留した。収容所では日本人のために志願して売春をしていた女性たちと一緒にまとめて区分され、最悪の人間のクズのように扱われた。被害体験を話す者はなく、母には話したが、沈黙を続け、なるべく早く忘れるようにと言われた。

## 戦後のファン・デル・プルーフ
1945年8月に収容所が解放され、父の死を知らされた。釈放された数週間後に今度はインドネシア軍によって抑留され、1946年の9月に解放された。母・妹弟と4人でジャワ島を離れる前に、母はジャカルタの軍当局で、娘が売春を強制されていたことを記した証書を作成してもらった。
1946年に一家でオランダへ移住、最初ハーグにあった父の弟の家で暮らし、後にハーグ・オーブレヒト通りのアパートに移る。事務の仕事をしながら、性病の治療のため1年ほど産婦人科に通院。感染した理由は話さなかった。
1953年に結婚したが、子供が生まれず、それが原因で1963年に離婚。ユトレヒトのブルーナ出版社で秘書の仕事に就き、ザイストのアパートで母と暮らした。

## 証言と損害賠償請求
1990年代初頭、韓国の3人の女性が強制売春の被害体験を公表し、また同じ慰安所にいたオランダ系オーストラリア人のジャン・ラフ・オハーンが欧米人女性として初めて沈黙を破ったことで、自身の被害体験の公表を決心し、はじめ米国の様々な人権団体で証言をした。
1994年、オランダ人元捕虜・民間抑留者損害賠償請求訴訟の原告団に参加。同年7月に来日し、西野瑠美子と吉見義明のインタビューを受け、スマラン慰安所事件での被害体験について証言した。
1995年にはジャーナリストのヨス・グース（Jos Goos）の協力を得て、自身の体験を"Gevoelloos op bevel"と題した本にまとめた。

## 晩年
退職後、弟がアパートを用意してくれたテルネーゼンに移り、後にハウテンのインドネシア出身オランダ人向けの団地に移住。2010年からオスにある介護施設に入り、2013年2月6日、同所で死去。享年90歳。